# Verso una architettura
Verso una architettura (Vers une architecture) è una raccolta di saggi di Le Corbusier, apparsi precedentemente sulla rivista L'Esprit Nouveau, che contengono le teorie dell'autore circa i nuovi linguaggi e forme nell'architettura moderna. Pubblicato nel 1923 col titolo Vers une architecture, rimane uno dei testi fondanti del Movimento moderno.

## Edizioni
- Prima edizione, Parigi, Cres, 1923.
- trad. it. (a cura di Pierluigi Cerri e Pierluigi Nicolin) Verso un'architettura, Milano, Longanesi, 1973.